# Hyalurga padua
Hyalurga padua är en fjärilsart som beskrevs av Druce 1893. Hyalurga padua ingår i släktet Hyalurga och familjen björnspinnare. Inga underarter finns listade i Catalogue of Life.